# 山田理兵衛
山田 理兵衛（やまだ りへえ、嘉永2年4月（1849年） - 明治33年（1900年）12月26日）は、日本の政治家。衆議院議員（自由党）。

## 来歴
信濃国高井郡江部村（現長野県中野市）の旧家に生まれる。江部村会議員を経て、明治22年（1889年）の町村制施行にあたり、初代平野村長（現中野市）に就任。千曲川沿岸の築堤による水害防止、産業組合結成の準備、教育施設の充実などの施策にあたった。同31年（1898年）の第5回衆議院議員総選挙に出馬し当選した。